# بیگ پاین کی (فلوریدا)
بیگ پاین کی (به انگلیسی: Big Pine Key) یک منطقهٔ مسکونی در ایالات متحده آمریکا است که در شهرستان مونرو، فلوریدا واقع شده‌است. بیگ پاین کی ۲۵٫۸ کیلومتر مربع مساحت و ۵٬۰۳۲ نفر جمعیت دارد و ۱ متر بالاتر از سطح دریا قرار دارد.